# Vyšehrad Fylm
Vyšehrad Fylm je česká filmová komedie z roku 2022 režisérů Martina Koppa a Jakuba Štáfka. Štáfek je kromě toho také spolu s Tomášem Vávrou autorem scénáře a zároveň hlavním hercem.  V dalších rolích se objevili Jakub Prachař, Ondřej Pavelka, Jiří Ployhar, Šárka Vaculíková, Veronika Khek Kubařová, Jaroslav Plesl, David Prachař a Ivana Chýlková. Film dějově navazuje na seriál Vyšehrad a film Vyšehrad: Seryjál a pojednává o fotbalistovi Juliovi „Lavim“ Lavickém. 
Film měl v českých kinech premiéru 14. dubna 2022.

## Obsazení
| Jakub Štáfek           | Julius „Lavi“ Lavický                                               |
| Jakub Prachař          | Jaroslav "Jarda" Mizina, agent Julia "Laviho" Lavického             |
| Šárka Vaculíková       | Lucie Mizinová, později Lavická, Laviho partnerka, později manželka |
| Věra Hlaváčková        | Lída Lavická, matka Julia "Laviho" Lavického                        |
| David Prachař          | Miloš Mizina, otec Jaroslava a Lucie Mizinových                     |
| Ivana Chýlková         | Ilona Mizinová, matka sourozenců Mizinových                         |
| Veronika Khek Kubařová | Alena, matka Laviho syna                                            |
| Ondřej Pavelka         | pan Král, ředitel FK Slavoje Vyšehrad                               |
| David Novotný          | Oto, vymahač                                                        |
| Jaroslav Plesl         | Igor, vymahač                                                       |
| Miroslav Hanuš         | "Taťka", předseda FAČR                                              |
| Patrik Berger          | sám sebe                                                            |
| Vladimír Šmicer        | sám sebe                                                            |
| Jan Koller             | sám sebe                                                            |
| Václav Kadlec          | sám sebe                                                            |
| Lukáš Zelenka          | sám sebe                                                            |